# Vänga, Alingsås kommun
För socknen med detta namn i Borås kommun, se Vänga socken
Vänga by är en liten radby i Långareds socken i Alingsås kommun på östra stranden av sjön Anten, belägen i Vängadalen med Rödeneplattån i söder.
Aktiva föreningar är  Vänga intresseförening och Equmeniakyrkan Vänga.